# Magnulf de Tolosa
Magnulf (‘‘Manulfus'’, ‘‘Maginulfus'’, ‘‘Aginulfus'’) fou bisbe de Tolosa al segle vi. Al començament del 585 es va oposar a Gondobald suposat fill del rei franc Clotari I (558-561), que s'havia fet proclamar rei al final del 584. Fou agredit, espoliat i exiliat però a la mort del pretendent el mateix 585 va recuperar el bisbat. Va estar representat al concili de Mâcon del 585, segurament el 23 d'octubre.